# Мірчешть (Ясси)
Мірчешть, Мірчешті (рум. Mircești) — село у повіті Ясси в Румунії. Входить до складу комуни Мірчешть.
Село розташоване на відстані 297 км на північ від Бухареста, 57 км на захід від Ясс.

## Населення
За даними перепису населення 2002 року у селі проживали 1505 осіб, з них 1504 особи (99,9%) румунів. Рідною мовою 1504 особи (99,9%) назвали румунську.